# Marcallo con Casone
Marcallo con Casone es una localidad y comune italiana de la provincia de Milán, región de Lombardía, con 5.756 habitantes.

## Evolución demográfica
| Gráfica de evolución demográfica de Marcallo con Casone entre 1861 y 2001 |
|                                                                           |
| Fuente ISTAT - elaboración gráfica de Wikipedia                           |